# خربق كورسيكي
الخَربَق الكورسيكي نوع نباتي يتبع جنس الخَربَق من الفصيلة الحوذانية.

## الموئل والانتشار
موطن هذا النوع كورسيكا وسردينيا.

## الوصف النباتي
النبات عشبي.